# Castello di Decima
Il castello di Decima era una fortificazione altomedievale che sorgeva al decimo miglio della via Laurentina, la strada romana che conduceva a Lavinio, oggi Pratica di Mare.

## Descrizione
Su un'altura a sud est, gli scavi condotti a partire dal 1971 hanno rinvenuto una vasta necropoli dell'VIII-VII secolo a.C., riferibile a un centro urbano identificato come Politorium o Tellenae, in seguito probabilmente nuovamente fortificato dai Romani come parte del sistema difensivo che difendeva la città nel IV secolo a.C..
Il primo documento che fa menzione di un castrum pontis Decimi risale al 1081 e ne conferma il possesso al monastero di San Paolo. Passò in seguito al monastero di Sant'Alessio, in enfiteusi ai Frangipane, e al monastero di San Saba.
Nel Cinquecento era proprietà dell'ospedale di Santo Spirito e nel Settecento appartenne al cardinale Ludovico Maria Torriggiani, segretario di stato di papa Clemente XIII, che lo ricostruì nelle forme attuali nel 1768.
Si tratta di una struttura chiusa da quattro bracci, con ingresso merlato accompagnato da una torre. Al centro un cortile interno con fontana circolare.
All'interno del castello si trova la piccola chiesa di Sant'Andrea apostolo in Castel di Decima.

## Il sistema fortificato
Il sistema fortificato del castello comprendeva inoltre il casale di Perna (con un'antica torre), la mola di Malpasso e la torretta di Decima. Le fortificazioni altomedievali, venute meno le esigenze difensive, furono generalmente trasformate in casali nel Rinascimento.

### Torre o casale di Perna

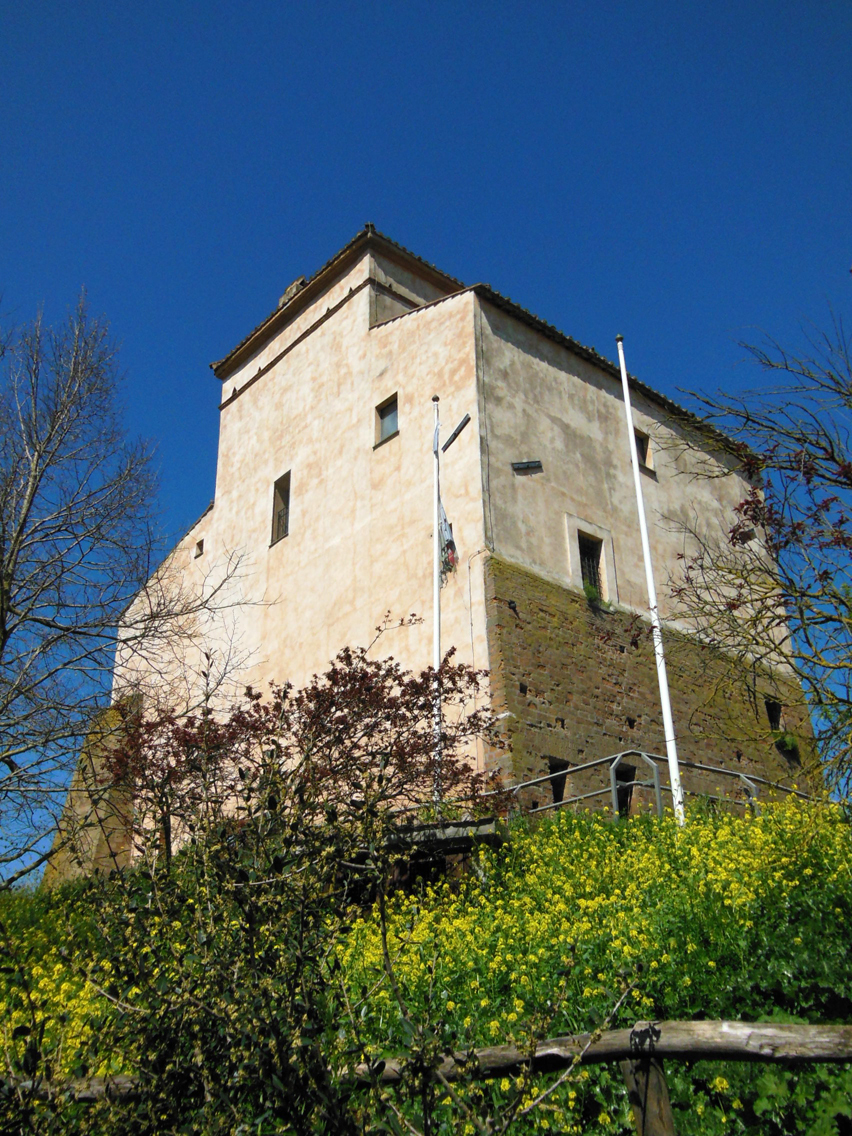
Torre o casale di Perna

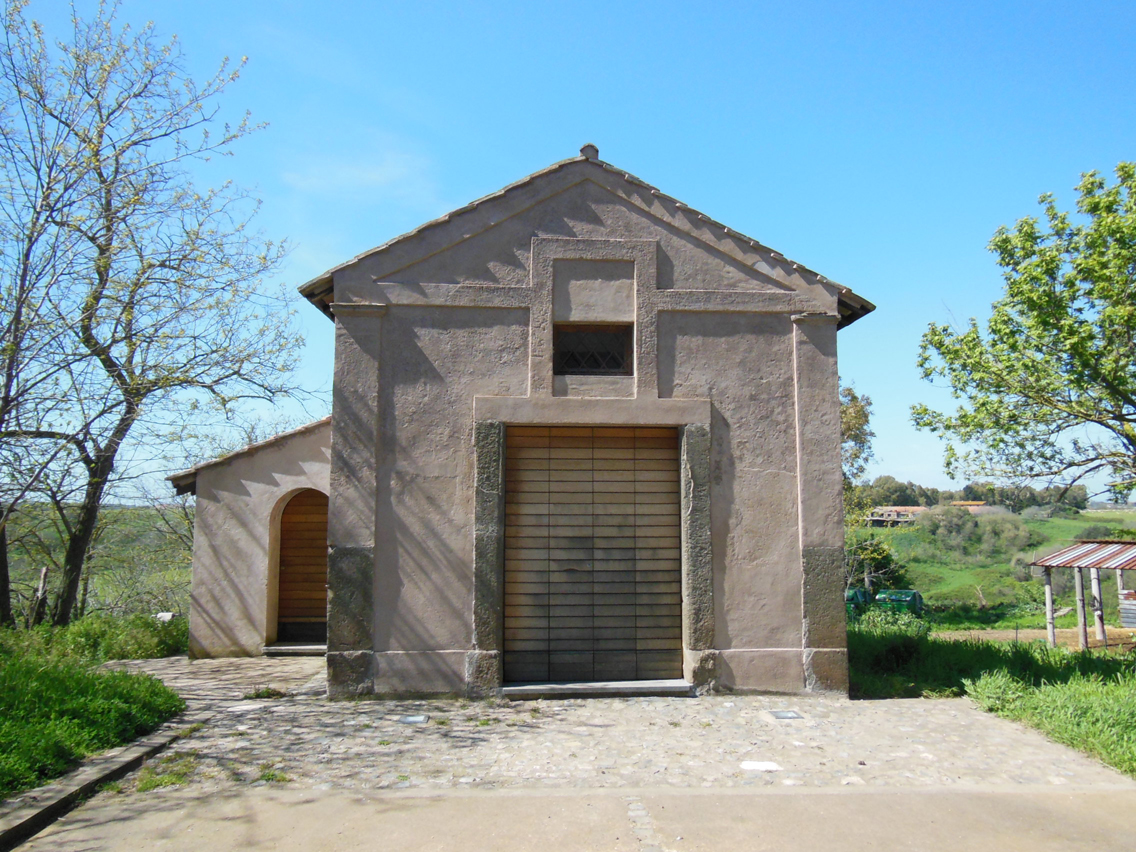
Cappella del casale di Perna

Nei pressi sorgevano due ville romane.
L'esistenza della torre è attestata solo dagli inizi del Cinquecento, ma la sua costruzione risale all'XI secolo, quando è ricordata nei documenti come "castello". A quest'epoca risale la trasformazione nelle forme attuali, con la probabile riduzione dell'altezza originaria e l'aggiunta di contrafforti. All'interno, il primo piano è sostenuto da volte a crociera. Presso l'originale porta di ingresso, che si apriva al primo piano, sono murati frammenti di decorazione medievale.
La torre o castello fu proprietà della famiglia Muti (documenti del 1512 e del 1518). Nel 1560 l'arcivescovo di Amalfi Massimo Massimi la vendette al cardinale Federico Cesi e nel 1660 era di proprietà di Pompeo Colonna, principe di Gallicano. Nel 1704 era della famiglia Conti e nel 1711 della famiglia Colonna. Nel 1734 fu venduta ai Torrigiani, i quali la riunirono alla tenuta del castello di Decima, a cui erano state aggregate anche le limitrofe tenute di Fossola, Morrone, Pernuzza, Pinzarone e Campobufalaro, per una superficie totale di quasi 2.500 ettari.
Ultimo proprietario Duca Renato Trasmondi, che la divise  dalla sua ben più vasta proprietà che andava dalla via di Decima alla via di Trigoria, negli anni "50 , vendendola  al Comune di Roma. Da allora fa parte della riserva naturale di Decima-Malafede e ospita gli Uffici delle guardie forestali del parco di Malafede.
Nei pressi della torre sorge una cappella, già esistente nel Seicento, con semplice facciata a lesene angolari e stipiti del portale in tufo.
Il 2 luglio del 1977 la tenuta, divenuta di proprietà comunale e lasciata incolta, venne occupata. La fattoria che fu allora creata sopravvive nella cooperativa "Agricoltura nuova", tuttora attiva.
La torre o casale di Perna ospita attualmente la casa del parco della riserva naturale di Decima-Malafede e nei pressi il WWF ha allestito un centro visite.